# Wiener Neustädter Friedhof
Der Wiener Neustädter Friedhof ist der städtische Friedhof der Stadt Wiener Neustadt in Niederösterreich.

## Geschichte
Ein erster Friedhof der 1192 gegründeten Stadt wurde 1194 am Hauptplatz bei den heutigen Grätzl-Bauten bei der ehemaligen Sankt-Niklas-Kapelle erwähnt. Um den 1279 geweihten Dom von Wiener Neustadt entstand der zweite Friedhof, wo bis um 1780/1790 Beerdigungen stattfanden. Weil eine Verseuchung des Grundwassers befürchtet wurde, erfolgte der Bau des dritten Friedhofes im Kirchdorf Sankt Ulrich südwestlich der ehemaligen Festungsmauer im Bereich des heutigen Ferdinand-Porsche-Rings und der Bräunlichgasse.
Im Mai 1865 erfolgte mit Beschluss des Gemeinderates unter dem Bürgermeister Johann Baptist Kindler die Verlegung des Friedhofes an die äußere Wiener Straße nach dem Auge-Gottes-Bau im Norden der Stadt. 1866 wütete in Wiener Neustadt die Cholera. Die verstorbenen Opfer waren die ersten Toten, die auf dem vierten Friedhof beerdigt wurden. Für die Einfriedungsmauer wurde Baumaterial vom Abbruch des Wiener-Tores der Stadtbefestigung Wiener Neustadt verwendet. Erst 1873 wurde der Friedhof geweiht. In der Folgezeit fanden Exhumierungen und die Verlegung von Grabanlagen vom Alten auf den neuen Friedhof statt.
1910 wurde der Friedhof durch die Eingliederung des Militärfriedhofes erweitert. 1927 wurde ein Urnenhain angelegt. 
Im Zweiten Weltkrieg wurde der Friedhof durch die Luftangriffe auf Wiener Neustadt stark zerstört; es benötigte Jahre, den Friedhof wiederherzustellen. Auch wurde eine Gedenk- und Begräbnisstätte für gefallene Soldaten der Roten Armee errichtet. 1972 wurde der unzulängliche Urnenhain aufgelöst und ein neuer Urnenhain eröffnet.

## Friedhofskapelle
Die Friedhofskapelle wurde von 1908 bis 1910 nach den Plänen des Architekten Richard Jordan erbaut. 